# Attagenus smirnovi
Attagenus smirnovi es una especie de escarabajo de piel del género Attagenus, orden Coleoptera. Fue descrita por Zhantiev en 1973.

## Descripción
Mide 2-5 mm de longitud y 2,5 mm de ancho. La cabeza y el pronoto son de color oscuro (marrón o negro) y los élitros varían de marrón claro a amarillento.

## Distribución y hábitat
Especie nativa de África, se distribuye por Suecia, Suiza, Finlandia, Noruega, Rusia, Alemania, Reino Unido, Francia, Estonia, Austria, Dinamarca, Canadá, Lituania, Checa, Ucrania, Polonia, Italia, Bielorrusia, Georgia y Filipinas. También se ha reportado en Estados Unidos.
Se sabe que habita en edificios, casas y museos donde se alimenta de alfombras, pelaje y lana.